# 莫尔斯理论
在微分拓扑中，莫尔斯理论使人们能通过流形上的可微函数分析流形的拓扑。根据马斯顿·莫尔斯的基本见解，流形上的可微函数在典型的情况下，直接反映了该流形的拓扑。莫尔斯理论允许人们在流形上找到CW结构和柄分解，并得到关于它们的同调的信息。
在莫尔斯之前，阿瑟·凯莱和麦克斯韦在测绘学中发展了莫尔斯理论中的一些思想。莫尔斯最初将他的理论用于测地线（路径的能量泛函的临界点）。这些技术被拉乌尔·博特用于他的著名的博特周期性定理的证明中。
莫尔斯理论在复流形中的类似理论是皮卡第–莱夫谢茨理论。

## 基本概念

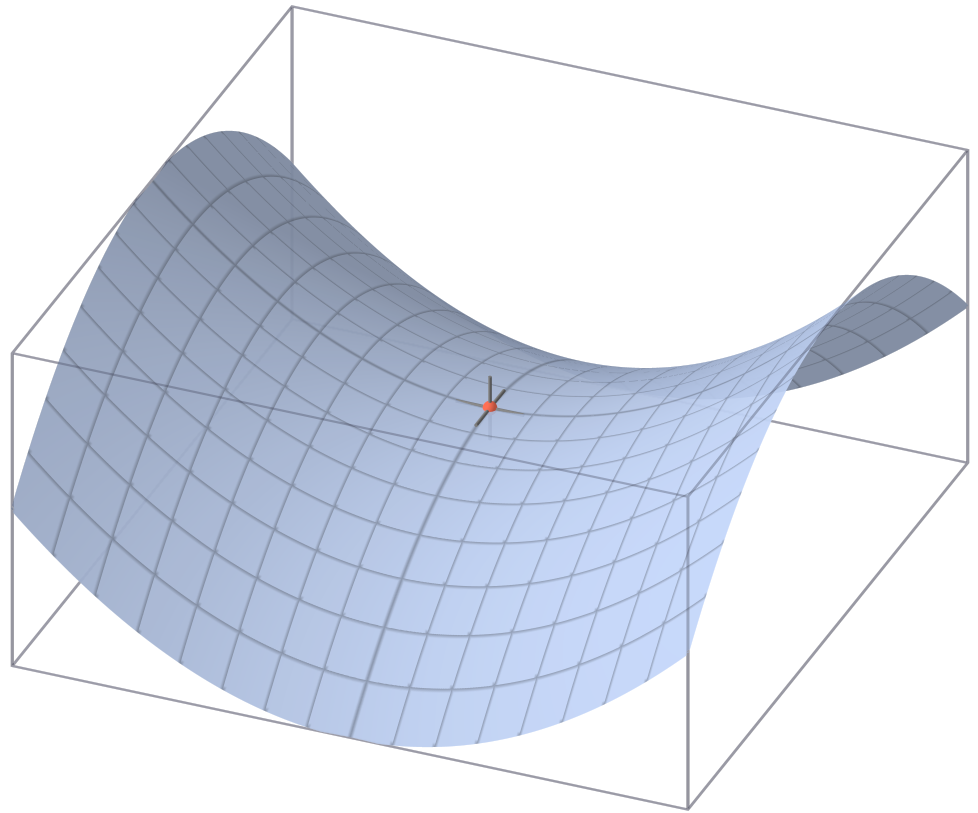
鞍点

考虑山地地表表面M（或流形）。若函数f{\displaystyle M\to \mathbb {R} }给出当点海拔，则{\displaystyle \mathbb {R} }中一点的原像就是一条等高线（或水平集）。等高线的连通组分或者是点，或者是简单闭合曲线，或者是有二重点的闭合曲线。等高线也可能有更高阶的点（三重点等等），但不稳定，可能因地形的轻微变化而消失。等高线中的二重点出现在鞍点或通路。

鞍点附近的等高线

想象用水淹没等高线下的地形。水位达到a时，水下的表面是{\displaystyle M^{a}\,{\stackrel {\text{def}}{=}}\,f^{-1}(-\infty ,a]}，海拔不高于a的点。想象一下随着水位上升，这个面的拓扑结构将如何变化。除了当a经过临界点的海拔时，f的梯度都为0（更一般地，作为切空间之间线性映射的雅可比矩阵不具有最大秩）。也就是说，除非(1)水流注入盆地，(2)覆盖鞍点（山口），或(3)淹没山顶，否则{\displaystyle M^{a}}的拓扑不变。

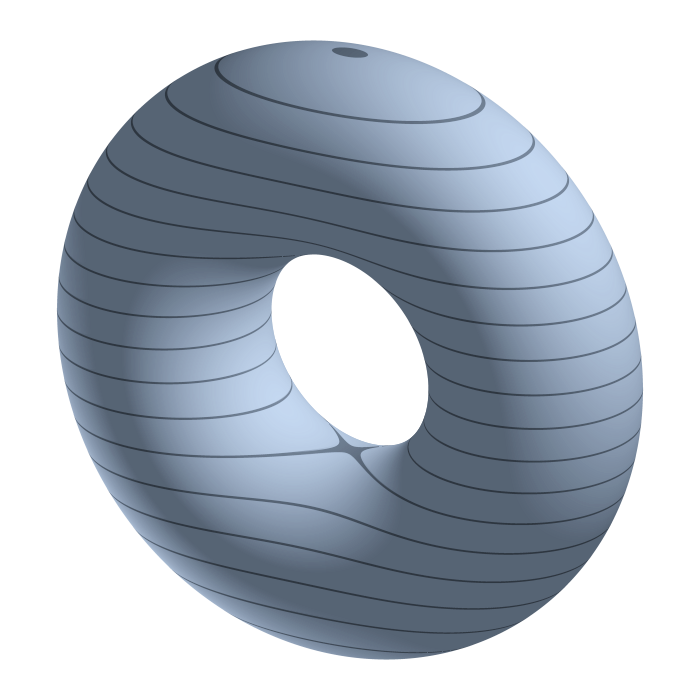
环面

盆地、山路、山顶（即最小点、鞍点、最大点）这三类临界点，一般与指标（index）有关，即f从该点递减的独立方向数。或者说，f的非退化临界点p的指标是M在p处切空间的最大子空间的维度，其中f的黑塞矩阵是负定的。盆地、山路、山顶的指标分别是{\displaystyle 0,1,2}。
考虑更一般的面，令M是方向如图所示的环面，f还是点到平面的距离。可以再次分析水下面{\displaystyle M^{a}}的拓扑结构如何随水位a上升而变化。

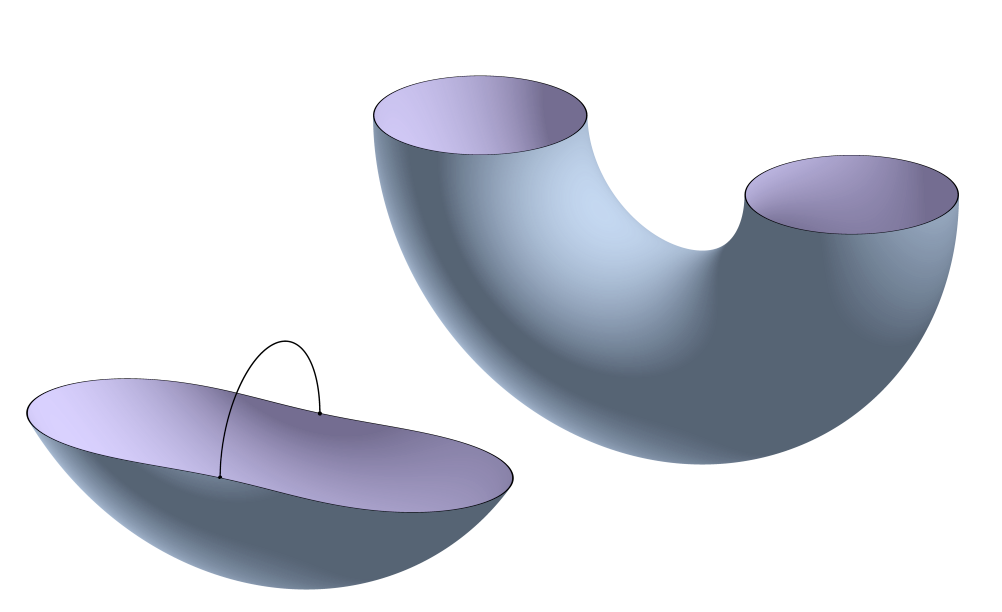
时，由形成的圆柱体（右上）与附着于圆盘的1-胞腔（左下）同伦等价。

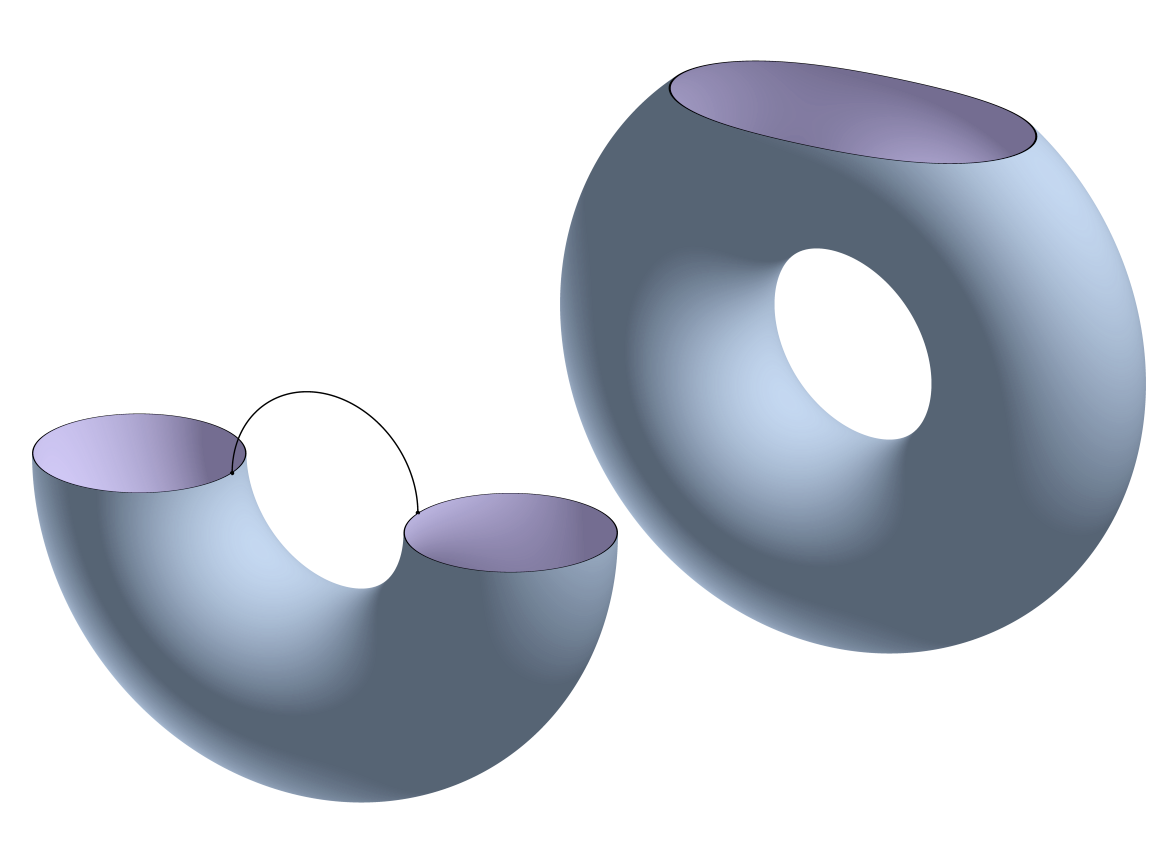
时，由形成的去圆盘环面（右上）与附着于圆柱的1-胞腔（左下）同伦等价。

从环面底部开始，令{\displaystyle p,q,r,s}分别是指标为{\displaystyle 0,1,1,2}的临界点，对应最小值、两个鞍点、最大值。{\displaystyle a<f(p)=0}时，{\displaystyle M^{a}}是空集；a经过p的海拔之后有{\displaystyle 0<a<f(q)}，则{\displaystyle M^{a}}是圆盘，它同伦等价于“附着”到空集的一个点（0-胞腔）。接着，a越过q的海拔时有{\displaystyle f(q)<a<f(r)}，则{\displaystyle M^{a}}是圆柱，同伦等价于附着了1-胞腔的圆盘（左图）。a越过r的海拔时有{\displaystyle f(r)<a<f(s)}，则{\displaystyle M^{a}}是去圆盘的环面，同伦等价于附着了1-胞腔的圆柱（右图）。最后，a高于s的海拔后，{\displaystyle M^{a}}便是环面了，即去掉一个圆盘（2-胞腔）并重新附着的环面。
这说明了以下规则：除非a越过临界点，否则{\displaystyle M^{a}}的拓扑不变；遇到临界点时，一个{\displaystyle \gamma }-胞腔会被附着到{\displaystyle M^{a}}，其中{\displaystyle \gamma }是点的指标。这没有说明两个临界点位于同一高度时会发生什么，可以通过扰动f来解决。若是嵌入欧氏空间的景观或流形，这种扰动可能只是稍微倾斜、旋转坐标系。
必须注意不能使临界点退化。设想退化会造成什么问题：令{\displaystyle M=\mathbb {R} }、{\displaystyle f(x)=x^{3}}。则0是f的一个临界点，但a经过0时{\displaystyle M^{a}}的拓扑并不改变。这是因为f在0的二阶导{\displaystyle f''(0)=0}，也就是f的黑塞矩阵为0，临界点退化。这种情形是不稳定的，因为将f扰动为{\displaystyle f(x)=x^{3}+\epsilon x}，则退化的临界点或者被移除（{\displaystyle \epsilon >0}）或者分解为两个非退化临界点（{\displaystyle \epsilon <0}）。

## 形式发展
对于微分流形M上的实值光滑函数{\displaystyle f:M\to \mathbb {R} }，f的微分为0的点称作f的临界点，在f下的像称作临界值。若临界点p处，二阶偏导数矩阵（黑塞矩阵）非奇异，则p称作非退化临界点；若黑塞矩阵是奇异的，则p称作退化临界点。
函数{\displaystyle f:\ \mathbb {R} \to \mathbb {R} }：
{\displaystyle f(x)=a+bx+cx^{2}+dx^{3}+\cdots }
{\displaystyle b=0}时，原点是f的一个临界点。若{\displaystyle c\neq 0}，则此临界点是非退化的（即f具有形式{\displaystyle a+cx^{2}+\cdots }）；若{\displaystyle c=0}，则此临界点是退化的（即f具有形式{\displaystyle a+dx^{3}+\cdots }）。退化临界点的一个不太平凡的例子是猴鞍面的原点。
f的非退化临界点p的指标（index）是M在p处的切空间中黑塞矩阵为负定阵的最大子空间的维数。这与指标是f递减的方向个数的概念直观对应。临界点的退化性和指标同所用的局部坐标系无关，如西尔维斯特惯性定理所示。

### 莫尔斯引理
令p为{\displaystyle f:M\to R}的非退化临界点。则，在p的邻域U中存在卡{\displaystyle \left(x_{1},x_{2},\ldots ,x_{n}\right)}，使得{\displaystyle \forall i,\ x_{i}(p)=0}且在整个U中
{\displaystyle f(x)=f(p)-x_{1}^{2}-\cdots -x_{\gamma }^{2}+x_{\gamma +1}^{2}+\cdots +x_{n}^{2}}
其中{\displaystyle \gamma }等于f在p处的指标。作为莫尔斯引理的推论，可以看到非退化临界点是孤点（关于复数域的扩张，可见复莫尔斯引理。关于推广，见莫尔斯–帕莱引理）。

### 基本定理
流形M上的光滑实值函数若无退化临界点，则称作莫尔斯函数。莫尔斯理论的基本结果表明，几乎所有函数都是莫尔斯函数。技术上，莫尔斯函数形成了{\displaystyle C^{2}}拓扑中所有光滑函数{\displaystyle M\to \mathbb {R} }的一个开稠密子集，这有时表述为“典型的函数是莫尔斯的”或“通有的函数是莫尔斯的”。
如上述，我们感兴趣的是{\displaystyle M^{a}=f^{-1}(-\infty ,a]}的拓扑何时会随着a的变化而变化。下面的定理给出了这个问题的一半答案。
定理. 设f是M上的光滑实值函数，{\displaystyle a<b}，且{\displaystyle f^{-1}[a,b]}是紧的，且a、b间无临界值。则{\displaystyle M^{a}}微分同胚于{\displaystyle M^{b}}，{\displaystyle M^{b}}形变收缩到{\displaystyle M^{a}}上。
我们还有兴趣知道，a经过临界点时{\displaystyle M^{a}}的拓扑会怎样变化。下面的定理回答了这个问题。
定理.  设f是M上的光滑实值函数，p是指标为{\displaystyle \gamma }的f的非退化临界点，{\displaystyle f(p)=q}。设{\displaystyle f^{-1}[q-\varepsilon ,q+\varepsilon ]}是紧的，且除了q以外不包含临界点。则{\displaystyle M^{q+\varepsilon }}同伦等价于{\displaystyle M^{q-\varepsilon }}，并附加了一个{\displaystyle \gamma }-胞腔。
这些结果是对上一节所述“规则”的推广与形式化。
用前面两个结果以及微分流形上存在莫尔斯函数的事实，可以证明微分流形是CW复形，指标为n的临界点都附加了n-胞腔。可在临界水平面上安排一个临界点来证明，通常通过类梯度向量场重排临界点来实现。

### 莫尔斯不等式
莫尔斯理论可用于证明流形同调的一些有力结果。函数{\displaystyle f:M\to \mathbb {R} }的指标为{\displaystyle \gamma }的临界点数量等于“爬升”f得到的M上CW结构中{\displaystyle \gamma }-胞腔的数量。利用拓扑空间同调群的秩的交替和等于链群（计算同调用）的秩的交替和，用胞腔链群（见胞腔同调），很明显欧拉示性数{\displaystyle \chi (M)}等于
{\displaystyle \sum (-1)^{\gamma }C^{\gamma }\,=\chi (M)}
其中{\displaystyle C^{\gamma }}是指标为{\displaystyle \gamma }的临界点数量。同样根据胞腔同调，CW复形M的第n同调群的秩不大于M中n-胞腔的数量。于是，第{\displaystyle \gamma }同调群的秩、即贝蒂数{\displaystyle b_{\gamma }(M)}不大于M上莫尔斯函数的指标为{\displaystyle \gamma }的临界点数量。强化这些事实可得到莫尔斯不等式：
{\displaystyle C^{\gamma }-C^{\gamma -1}\pm \cdots +(-1)^{\gamma }C^{0}\geq b_{\gamma }(M)-b_{\gamma -1}(M)\pm \cdots +(-1)^{\gamma }b_{0}(M).}
特别地
{\displaystyle \forall \gamma \in \{0,\ldots ,n=\dim M\},}
都有
{\displaystyle C^{\gamma }\geq b_{\gamma }(M).}
这给出了研究流形拓扑的有力工具。假设在闭流形上存在莫尔斯函数{\displaystyle f:M\to \mathbb {R} }，恰有k个临界点，则f的存在以何种方式限制了M？Georges Reeb (1952)研究了{\displaystyle k=2}情形，里布球面定理指出，M同胚于球面{\displaystyle S^{n}}。{\displaystyle k=3}情形只可能出现于少数低维情形，M同胚于伊尔斯–柯伊伯流形。
爱德华·威滕 (1982)考虑扰动算子{\displaystyle d_{t}=e^{-tf}de^{tf}}的德拉姆复形，提出了莫尔斯不等式的解析方法。

### 用于闭2-流形的分类
莫尔斯理论可用于对闭2-流形在微分同胚意义上进行分类。若M有向，则M依其亏格g分类，且与具有g柄的球面微分同胚：若{\displaystyle g=0}，则M微分同胚于2-球面；若{\displaystyle g>0}，则M微分同胚于g 2-环面的连通和。若N无向，则M依正数g分类，微分同胚于g个实射影空间{\displaystyle \mathbf {RP} ^{2}}的连通和。特别地，当且仅当两闭2-流形微分同胚时，它们同胚。

### 莫尔斯同调
莫尔斯同调是理解光滑流形的同调一种很简单的方法。莫尔斯同调使用莫尔斯函数和黎曼度量的一般选择来定义，基本定理是：所得的同调是流形的不变量（即与函数和度量无关），同构于流形的奇异同调；这意味着莫尔斯和奇异贝蒂数一致，并给出了莫尔斯不等式的直接证明。莫尔斯同调在辛几何中的类似物是弗洛尔同调。

## 莫尔斯–博特理论
莫尔斯函数的概念可以推广到以非退化流形作为临界点的函数。莫尔斯–博特函数是流形上的光滑函数，其临界集是闭子流形，它的黑塞矩阵在法向上非退化（等价地，临界点处的黑塞矩阵核等于对临界子流形的切空间）。莫尔斯函数是临界流形为0维时的特例（于是临界点处的黑塞矩阵在每个方向上非退化，即无核）。
指标可被自然地认为是一对
{\displaystyle \left(i_{-},i_{+}\right),}
其中{\displaystyle i_{-}}是不稳定流形在临界流形给定点上的维度，{\displaystyle i_{+}=i_{-}+}临界流形维度。若莫尔斯–博特函数在临界轨迹（locus）上被小函数扰动，则在未扰动函数的临界流形上，扰动函数所有临界点的指标将介于{\displaystyle i_{-}}、{\displaystyle i_{+}}之间。
莫尔斯–博特函数非常有用，因为一般的摩尔斯函数不易处理。能直观看到、可轻松计算的函数通常具有对称性。拉乌尔·博特在最初证明博特周期性定理时使用了莫尔斯–博特理论。
圆形函数是莫尔斯–博特函数的例子，其中临界集是圆（的不交并）。
莫尔斯同调也可用于莫尔斯–博特函数；莫尔斯–博特同调中的微分是由谱序列算得。Frederic Bourgeois在研究莫尔斯–博特版本的辛场论时勾勒出一种方法，但由于分析上的巨大困难，这项工作从未发表。

## 阅读更多
- Bott, Raoul. . Publications Mathématiques de l'IHÉS. 1988, 68: 99–114  [2006-06-05]. S2CID 54005577. doi:10.1007/bf02698544. （原始内容存档于2020-11-09）.
- Bott, Raoul. . Bulletin of the American Mathematical Society. (N.S.). 1982, 7 (2): 331–358. doi:10.1090/s0273-0979-1982-15038-8 .
- Cayley, Arthur.  (PDF). The Philosophical Magazine. 1859, 18 (120): 264–268  [2024-05-25]. （原始内容存档 (PDF)于2017-12-15）.
- Guest, Martin. . 2001. arXiv:math/0104155 .
- Hirsch, M.  2nd. Springer. 1994.
- Kosinski, Antoni A. . Dover Book on Mathematics Reprint of 1993. Mineola, New York: Dover Publications. 2007-10-19. ISBN 978-0-486-46244-8. OCLC 853621933.
- Lang, Serge. . Graduate Texts in Mathematics 191. New York: Springer-Verlag. 1999. ISBN 978-0-387-98593-0. OCLC 39379395.
- Matsumoto, Yukio. . 2002.
- Maxwell, James Clerk.  (PDF). The Philosophical Magazine. 1870, 40 (269): 421–427  [2024-05-25]. （原始内容存档 (PDF)于2024-09-13）.
- Milnor, John. . Princeton University Press. 1963. ISBN 0-691-08008-9. A classic advanced reference in mathematics and mathematical physics.
- Milnor, John.  (PDF). 1965  [2024-05-25]. （原始内容存档 (PDF)于2024-11-13）.
- Morse, Marston. . American Mathematical Society Colloquium Publication 18. New York. 1934.
- Schwarz, Matthias. . Birkhäuser. 1993. ISBN 9780817629045.